# Tour de France 2005
Il Tour de France 2005, novantaduesima edizione della corsa, prese il via il 2 luglio 2005 da Fromentine, nel dipartimento della Vandea, e si concluse il 24 luglio a Parigi, con la consueta passerella con arrivo sugli Champs-Élysées. 
Si tratta della settima di sette edizioni consecutive del Tour senza vincitore, a causa della squalifica, sancita successivamente nel tempo una volta emerso lo scandalo doping che lo coinvolse, dello statunitense Lance Armstrong.
L'edizione 2005 del Tour fu una delle più funestate dal doping. Infatti, a distanza di alcuni anni dalla conclusione di questa edizione della corsa, emersero diversi casi di doping che alterarono profondamente la classifica generale finale, coinvolgendo ciclisti del calibro di Jan Ullrich e Levi Leipheimer, oltre al caso che riguardò Lance Armstrong.
Il 23 agosto 2005, una inchiesta del giornale sportivo L'Équipe, accompagnata dall'analisi di un campione di urina, ha dimostrato che Lance Armstrong risultò positivo all'eritropoietina (EPO) durante il Tour del 1999.
Il 22 ottobre 2012 l'UCI riconobbe la sanzione imposta dall'USADA a Lance Armstrong, accusato di aver utilizzato sostanze dopanti durante la sua permanenza alla US Postal Service, e confermò di fatto la cancellazione delle sue sette vittorie al Tour de France. Il 26 ottobre la stessa UCI ufficializzò la decisione di non attribuire ad altri corridori le vittorie ottenute dallo statunitense e di non modificare i piazzamenti degli altri ciclisti.
Tale decisione, seppure tardiva, simboleggiò una sorta di ripudio da parte del Tour a quel difficile periodo.
Lance Armstrong aveva a lungo negato il sistematico utilizzo di pratiche dopanti nei suoi team; ma poi, messo con le spalle al muro anche dalle confessioni (spontanee presso la Usada, in interviste agli organi di stampa o in autobiografie) di alcuni dei suoi vecchi compagni di squadra, soltanto il 17 gennaio 2013, durante un'intervista con Oprah Winfrey, egli ammise per la prima volta di aver alterato illegalmente le proprie prestazioni sportive, sia durante il periodo in cui vinse i suoi sette Tour de France, sia durante il periodo precedente al cancro.
Lo statunitense Lance Armstrong aveva completato il percorso di 3 608 km in 86 ore, 15 minuti e 2 secondi.
Al secondo posto della classifica generale del Tour de France 2005 si piazzò il passista-scalatore italiano Ivan Basso (al secondo ed ultimo podio nella Grande Boucle dopo la terza posizione che aveva conseguito nell'edizione precedente).
La terza posizione della classifica generale, inizialmente ottenuta dal passista-cronoman tedesco Jan Ullrich, venne poi cancellata per il coinvolgimento del corridore tedesco nell'Operaciòn Puerto.
Ullrich venne definitivamente condannato per doping il 9 febbraio 2012 dal TAS di Losanna, perdendo tutti i titoli sportivi conquistati dal 1º maggio 2005 fino al termine della sua carriera. Il ciclista teutonico confessò pubblicamente di aver fatto uso di sostanze dopanti nel giugno del 2013.
Al quarto posto si era classificato lo scalatore spagnolo Francisco Mancebo, mentre in quinta posizione si era piazzato il finisseur kazako Aleksandr Vinokurov.
Al settimo posto si era invece piazzato lo scalatore danese Michael Rasmussen
Anche la sesta posizione della classifica generale, inizialmente conseguita dal passista-cronoman statunitense Levi Leipheimer, successivamente reo-confesso riguardo pratiche dopanti abitualmente in uso all'interno del suo team, venne poi cancellata da questa edizione.
Leipheimer confessò nel settembre del 2012 all'USADA di aver fatto uso di sostanze dopanti per gran parte della sua carriera. L'agenzia antidoping americana lo squalificò dal 1º settembre 2012 al 1º marzo 2013, revocandogli inoltre tutti i risultati sportivi conseguiti dal 1º giugno 1999 al 30 luglio 2006 e dal 7 al 29 luglio 2007. La sua confessione, assieme a quella di altri compagni di squadra di Lance Armstrong, tra cui Tom Danielson e Michael Barry, fu decisiva per la condanna del vincitore di ben sette Tour. 
Tirando le somme, e seguendo le disposizioni dell'UCI, il primo, il terzo e il sesto posto della classifica generale di questa a dir poco travagliata edizione del Tour non furono quindi riassegnati.

## Tappe
| Tappa  | Data      | Percorso                                              | km    | Vincitore di tappa  | Leader cl. generale |
| ------ | --------- | ----------------------------------------------------- | ----- | ------------------- | ------------------- |
| 1ª     | 2 luglio  | Fromentine > Noirmoutier-en-l'Île (cron. individuale) | 19    | David Zabriskie     | David Zabriskie     |
| 2ª     | 3 luglio  | Challans > Les Essarts                                | 181,5 | Tom Boonen          | David Zabriskie     |
| 3ª     | 4 luglio  | La Châtaigneraie > Tours                              | 212,5 | Tom Boonen          | David Zabriskie     |
| 4ª     | 5 luglio  | Tours > Blois (cron. a squadre)                       | 67,5  | Discovery Channel   | Lance Armstrong     |
| 5ª     | 6 luglio  | Chambord > Montargis                                  | 183   | Robbie McEwen       | Lance Armstrong     |
| 6ª     | 7 luglio  | Troyes > Nancy                                        | 199   | Lorenzo Bernucci    | Lance Armstrong     |
| 7ª     | 8 luglio  | Lunéville > Karlsruhe (DEU)                           | 228,5 | Robbie McEwen       | Lance Armstrong     |
| 8ª     | 9 luglio  | Pforzheim (DEU) > Gérardmer                           | 231,5 | Pieter Weening      | Lance Armstrong     |
| 9ª     | 10 luglio | Gérardmer > Mulhouse                                  | 171   | Michael Rasmussen   | Jens Voigt          |
|        | 11 luglio | giorno di riposo                                      |       |                     |                     |
| 10ª    | 12 luglio | Grenoble > Courchevel                                 | 192,5 | Alejandro Valverde  | Lance Armstrong     |
| 11ª    | 13 luglio | Courchevel > Briançon                                 | 173   | Aleksandr Vinokurov | Lance Armstrong     |
| 12ª    | 14 luglio | Briançon > Digne-les-Bains                            | 187   | David Moncoutié     | Lance Armstrong     |
| 13ª    | 15 luglio | Miramas > Montpellier                                 | 173,5 | Robbie McEwen       | Lance Armstrong     |
| 14ª    | 16 luglio | Agde > Ax-3 Domaines                                  | 220,5 | Georg Totschnig     | Lance Armstrong     |
| 15ª    | 17 luglio | Lézat-sur-Lèze > Saint-Lary-Soulan                    | 205,5 | George Hincapie     | Lance Armstrong     |
|        | 18 luglio | giorno di riposo                                      |       |                     |                     |
| 16ª    | 19 luglio | Mourenx > Pau                                         | 180,5 | Óscar Pereiro       | Lance Armstrong     |
| 17ª    | 20 luglio | Pau > Revel                                           | 239,5 | Paolo Savoldelli    | Lance Armstrong     |
| 18ª    | 21 luglio | Albi > Mende                                          | 189   | Marcos Serrano      | Lance Armstrong     |
| 19ª    | 22 luglio | Issoire > Le Puy-en-Velay                             | 153,5 | Giuseppe Guerini    | Lance Armstrong     |
| 20ª    | 23 luglio | Saint-Étienne > Saint-Étienne (cron. individuale)     | 55,5  | Lance Armstrong     | Lance Armstrong     |
| 21ª    | 24 luglio | Corbeil-Essonnes > Parigi                             | 144,5 | Aleksandr Vinokurov | Lance Armstrong     |
| Totale | Totale    | Totale                                                | 3 608 |                     |                     |

## Squadre e corridori partecipanti
Presero parte alla prova le venti squadre con licenza UCI ProTeam. L'unica ammessa tramite l'assegnazione di wild-card fu l'AG2R Prévoyance.
| N.      | Cod. | Squadra                    |
| ------- | ---- | -------------------------- |
| 1-9     | DSC  | Discovery Channel Team     |
| 11-19   | TMO  | T-Mobile Team              |
| 21-29   | CSC  | Team CSC                   |
| 31-39   | IBA  | Caisse d'Epargne           |
| 41-49   | DVL  | Davitamon-Lotto            |
| 51-59   | RAB  | Rabobank                   |
| 61-69   | PHO  | Phonak Hearing Systems     |
| 71-79   | FAS  | Fassa Bortolo              |
| 81-89   | SDV  | Saunier Duval-Prodir       |
| 91-99   | LSW  | Liberty Seguros-Würth Team |
| 101-109 | C.A  | Crédit Agricole            |

| N.      | Cod. | Squadra                       |
| ------- | ---- | ----------------------------- |
| 111-119 | LIQ  | Liquigas-Bianchi              |
| 121-129 | COF  | Cofidis, Credit par Telephone |
| 131-139 | QST  | Quick Step-Innergetic         |
| 141-149 | BTL  | Bouygues Télécom              |
| 151-159 | LAM  | Lampre-Caffita                |
| 161-169 | GST  | Gerolsteiner                  |
| 171-179 | FDJ  | Française des Jeux            |
| 181-189 | SDM  | Domina Vacanze                |
| 191-199 | EUS  | Euskaltel-Euskadi             |
| 201-209 | A2R  | AG2R Prévoyance               |

## Resoconto degli eventi
La corsa venne disputata in ventuno tappe intervallate da due giorni di riposo, l'11 e il 18 luglio. Alla manifestazione presero parte ventuno squadre, le venti iscritte all'UCI ProTour 2005 più la francese AG2R Prévoyance, invitata. Ogni squadra fu, come di consueto, composta da nove corridori: dunque al via furono presenti 189 corridori, 155 dei quali completarono la corsa.  Dopo l'esclusione di Lance Armstrong, Jan Ullrich e Levi Leipheimer i corridori effettivamente classificati sono diventati 152.  Le squadre partecipanti erano 5 francesi, 4 italiane, 4 spagnole, 2 belghe, 2 tedesche, 1 olandese, 1 svizzera, 1 danese, 1 statunitense.  I corridori partecipanti erano 34 spagnoli, 30 francesi, 28 italiani, 15 tedeschi, 11 belgi, 11 australiani, 10 olandesi, 9 statunitensi, 7 svizzeri, 5 austriaci, 5 ucraini, 3 olandesi, 3 svedesi, 3 kazaki, 3 russi, 2 estoni, 2 norvegesi, 2 danesi, 1 uzbeko, 1 ungherese, 1 lussemburghese, 1 finlandese, 1 brasiliano, 1 sloveno, 1 colombiano, 1 venezuelano, 1 sudafricano, 1 ceco, 1 portoghese.
Il vincitore dell'anno precedente, Lance Armstrong, partì anche in quest'occasione da favorito; poco prima aveva però annunciato l'imminente ritiro dall'attività proprio al termine della corsa. Armstrong poté contare sull'apporto di un gregario come Paolo Savoldelli, vincitore del Giro d'Italia 2005.
Lo statunitense rispettò quindi i pronostici vincendo da dominatore: prese la maglia gialla già alla quarta frazione, la cronosquadre, e la conservò fino al traguardo. Riuscì ad ottenere anche un successo di tappa vincendo la cronometro individuale della penultima tappa a Saint-Étienne. L'unico ciclista che provò ad attaccarlo, peraltro senza riuscire mai a metterlo in difficoltà, fu l'italiano Ivan Basso, classificatosi al secondo posto nella generale. Terzo giunse Jan Ullrich, per l'ennesima volta sul podio senza vincere.
La maglia a pois, che indicava il miglior scalatore, andò al danese Michael Rasmussen, vincitore della nona tappa e grande sorpresa dell'edizione: prima della penultima tappa si trovava infatti addirittura terzo in classifica, ma nell'ultima cronometro fu costretto a fermarsi più volte per problemi alla bicicletta, perdendo vari minuti e terminando in settima posizione.
La maglia verde, che indicava il vincitore della classifica a punti, andò al norvegese Thor Hushovd, spesso piazzato ma mai vincitore di alcuna frazione. Nelle prime tappe fu sulle spalle del velocista belga Tom Boonen, che però fu costretto al ritiro prima che il Tour arrivasse alle montagne.
La maglia bianca, che indicava il miglior Under-25, andò a Jaroslav Popovyč, compagno di squadra di Armstrong alla Discovery Channel.
La classifica a squadre fu vinta dalla formazione tedesca T-Mobile Team, che riuscì a piazzare due uomini tra i primi cinque della classifica generale: il già citato Jan Ullrich, terzo, e Aleksandr Vinokurov, quinto nella classifica generale finale e vincitore di due tappe, l'undicesima a Briançon in quota e l'ultima sugli Champs-Élysées con uno scatto da finisseur.
Dopodiché, dal 2005 al 2012, si succedettero nella maniera sopra citata le decisioni che corressero la classifica di questa edizione del Tour de France.

## Dettagli delle tappe

### 1ª tappa
- 2 luglio: Fromentine > Noirmoutier-en-l'Île – Cronometro individuale – 19 km

Risultati
| Pos. | Corridore           | Squadra       | Tempo  |
| ---- | ------------------- | ------------- | ------ |
| 1    | David Zabriskie     | Team CSC      | 20'51" |
| SQ   | Lance Armstrong     | Discovery Ch. | a 2"   |
| 3    | Aleksandr Vinokurov | T-Mobile Team | a 53"  |

| Pos. | Corridore           | Squadra       | Tempo  |
| ---- | ------------------- | ------------- | ------ |
| 1    | David Zabriskie     | Team CSC      | 20'51" |
| SQ   | Lance Armstrong     | Discovery Ch. | a 2"   |
| 3    | Aleksandr Vinokurov | T-Mobile Team | a 53"  |

### 2ª tappa
- 3 luglio: Challans > Les Essarts – 181,5 km

Risultati
| Pos. | Corridore     | Squadra         | Tempo    |
| ---- | ------------- | --------------- | -------- |
| 1    | Tom Boonen    | Quick Step      | 3h51'31" |
| 2    | Thor Hushovd  | Crédit Agricole | s.t.     |
| 3    | Robbie McEwen | Davitamon       | s.t.     |

| Pos. | Corridore       | Squadra         | Tempo    |
| ---- | --------------- | --------------- | -------- |
| 1    | David Zabriskie | Team CSC        | 4h12'22" |
| SQ   | Lance Armstrong | Discovery Ch.   | a 2"     |
| 3    | László Bodrogi  | Crédit Agricole | a 47"    |

### 3ª tappa
- 4 luglio: La Châtaigneraie > Tours – 212,5 km

Risultati
| Pos. | Corridore      | Squadra      | Tempo    |
| ---- | -------------- | ------------ | -------- |
| 1    | Tom Boonen     | Quick Step   | 4h36'09" |
| 2    | Peter Wrolich  | Gerolsteiner | s.t.     |
| 3    | Stuart O'Grady | Cofidis      | s.t.     |

| Pos. | Corridore       | Squadra         | Tempo    |
| ---- | --------------- | --------------- | -------- |
| 1    | David Zabriskie | Team CSC        | 8h48'31" |
| SQ   | Lance Armstrong | Discovery Ch.   | a 2"     |
| 3    | László Bodrogi  | Crédit Agricole | a 47"    |

### 4ª tappa
- 5 luglio: Tours > Blois – Cronometro a squadre – 67,5 km

Risultati
| Pos. | Corridore                          | Tempo    |
| ---- | ---------------------------------- | -------- |
| 1    | Discovery Channel Pro Cycling Team | 1h10'39" |
| 2    | Team CSC                           | a 2"     |
| 3    | T-Mobile Team                      | a 35"    |

| Pos. | Corridore       | Squadra       | Tempo    |
| ---- | --------------- | ------------- | -------- |
| SQ   | Lance Armstrong | Discovery Ch. | 9h59'12" |
| 2    | George Hincapie | Discovery Ch. | a 55"    |
| 3    | Jens Voigt      | Team CSC      | a 1'04"  |

### 5ª tappa
- 6 luglio: Chambord > Montargis – 183 km

Risultati
| Pos. | Corridore     | Squadra         | Tempo    |
| ---- | ------------- | --------------- | -------- |
| 1    | Robbie McEwen | Davitamon       | 3h46'00" |
| 2    | Tom Boonen    | Quick Step      | s.t.     |
| 3    | Thor Hushovd  | Crédit Agricole | s.t.     |

| Pos. | Corridore       | Squadra       | Tempo     |
| ---- | --------------- | ------------- | --------- |
| SQ   | Lance Armstrong | Discovery Ch. | 13h45'12" |
| 2    | George Hincapie | Discovery Ch. | a 55"     |
| 3    | Jens Voigt      | Team CSC      | a 1'04"   |

### 6ª tappa
- 7 luglio: Troyes > Nancy – 199 km

Risultati
| Pos. | Corridore           | Squadra       | Tempo    |
| ---- | ------------------- | ------------- | -------- |
| 1    | Lorenzo Bernucci    | Fassa Bortolo | 4h12'52" |
| 2    | Aleksandr Vinokurov | T-Mobile Team | s.t.     |
| 3    | Robert Förster      | Gerolsteiner  | a 7"     |

| Pos. | Corridore           | Squadra       | Tempo     |
| ---- | ------------------- | ------------- | --------- |
| SQ   | Lance Armstrong     | Discovery Ch. | 17h58'11" |
| 2    | George Hincapie     | Discovery Ch. | a 55"     |
| 3    | Aleksandr Vinokurov | T-Mobile Team | a 1'02"   |

### 7ª tappa
- 8 luglio: Lunéville > Karlsruhe (DEU) – 228,5 km

Risultati
| Pos. | Corridore        | Squadra     | Tempo    |
| ---- | ---------------- | ----------- | -------- |
| 1    | Robbie McEwen    | Davitamon   | 5h03'45" |
| 2    | Magnus Bäckstedt | Liquigas    | s.t.     |
| 3    | Bernhard Eisel   | F. des Jeux | s.t.     |

| Pos. | Corridore           | Squadra       | Tempo     |
| ---- | ------------------- | ------------- | --------- |
| SQ   | Lance Armstrong     | Discovery Ch. | 23h04'56" |
| 2    | George Hincapie     | Discovery Ch. | a 55"     |
| 3    | Aleksandr Vinokurov | T-Mobile Team | a 1'02"   |

### 8ª tappa
- 9 luglio: Pforzheim (DEU) > Gérardmer – 231,5 km

Risultati
| Pos. | Corridore          | Squadra       | Tempo    |
| ---- | ------------------ | ------------- | -------- |
| 1    | Pieter Weening     | Rabobank      | 5h03'54" |
| 2    | Andreas Klöden     | T-Mobile Team | s.t.     |
| 3    | Alejandro Valverde | Illes Balears | a 27"    |

| Pos. | Corridore           | Squadra       | Tempo     |
| ---- | ------------------- | ------------- | --------- |
| SQ   | Lance Armstrong     | Discovery Ch. | 28h06'17" |
| 2    | Jens Voigt          | Team CSC      | a 1'00"   |
| 3    | Aleksandr Vinokurov | T-Mobile Team | a 1'02"   |

### 9ª tappa
- 10 luglio: Gérardmer > Mulhouse – 171 km

Risultati
| Pos. | Corridore         | Squadra         | Tempo    |
| ---- | ----------------- | --------------- | -------- |
| 1    | Michael Rasmussen | Rabobank        | 4h08'20" |
| 2    | Christophe Moreau | Crédit Agricole | a 3'04"  |
| 3    | Jens Voigt        | Team CSC        | s.t.     |

| Pos. | Corridore         | Squadra         | Tempo     |
| ---- | ----------------- | --------------- | --------- |
| 1    | Jens Voigt        | Team CSC        | 32h18'23" |
| 2    | Christophe Moreau | Crédit Agricole | a 1'50"   |
| SQ   | Lance Armstrong   | Discovery Ch.   | a 2'18"   |

### 10ª tappa
- 12 luglio: Grenoble > Courchevel – 192,5 km

Risultati
| Pos. | Corridore          | Squadra       | Tempo    |
| ---- | ------------------ | ------------- | -------- |
| 1    | Alejandro Valverde | Illes Balears | 4h50'35" |
| SQ   | Lance Armstrong    | Discovery Ch. | s.t.     |
| 3    | Michael Rasmussen  | Rabobank      | a 9"     |

| Pos. | Corridore         | Squadra       | Tempo     |
| ---- | ----------------- | ------------- | --------- |
| SQ   | Lance Armstrong   | Discovery Ch. | 37h11'04" |
| 2    | Michael Rasmussen | Rabobank      | a 38"     |
| 3    | Ivan Basso        | Team CSC      | a 2'40"   |

### 11ª tappa
- 13 luglio: Courchevel > Briançon – 173 km

Risultati
| Pos. | Corridore           | Squadra         | Tempo    |
| ---- | ------------------- | --------------- | -------- |
| 1    | Aleksandr Vinokurov | T-Mobile Team   | 4h47'38" |
| 2    | Santiago Botero     | Phonak          | a 1"     |
| 3    | Christophe Moreau   | Crédit Agricole | a 1'15"  |

| Pos. | Corridore         | Squadra         | Tempo     |
| ---- | ----------------- | --------------- | --------- |
| SQ   | Lance Armstrong   | Discovery Ch.   | 41h58'57" |
| 2    | Michael Rasmussen | Rabobank        | a 38"     |
| 3    | Christophe Moreau | Crédit Agricole | a 2'34"   |

### 12ª tappa
- 14 luglio: Briançon > Digne-les-Bains – 187 km

Risultati
| Pos. | Corridore       | Squadra      | Tempo    |
| ---- | --------------- | ------------ | -------- |
| 1    | David Moncoutié | Cofidis      | 4h20'06" |
| 2    | Sandy Casar     | F. des Jeux  | a 57"    |
| 3    | Ángel Vicioso   | Liberty Seg. | s.t.     |

| Pos. | Corridore         | Squadra         | Tempo     |
| ---- | ----------------- | --------------- | --------- |
| SQ   | Lance Armstrong   | Discovery Ch.   | 46h30'36" |
| 2    | Michael Rasmussen | Rabobank        | a 38"     |
| 3    | Christophe Moreau | Crédit Agricole | a 2'34"   |

### 13ª tappa
- 15 luglio: Miramas > Montpellier – 173,5 km

Risultati
| Pos. | Corridore      | Squadra   | Tempo    |
| ---- | -------------- | --------- | -------- |
| 1    | Robbie McEwen  | Davitamon | 3h43'14" |
| 2    | Stuart O'Grady | Cofidis   | s.t.     |
| 3    | Fred Rodriguez | Davitamon | s.t.     |

| Pos. | Corridore         | Squadra         | Tempo     |
| ---- | ----------------- | --------------- | --------- |
| SQ   | Lance Armstrong   | Discovery Ch.   | 50h13'50" |
| 2    | Michael Rasmussen | Rabobank        | a 38"     |
| 3    | Christophe Moreau | Crédit Agricole | a 2'34"   |

### 14ª tappa
- 16 luglio: Agde > Ax-3 Domaines – 220,5 km

Risultati
| Pos. | Corridore       | Squadra       | Tempo    |
| ---- | --------------- | ------------- | -------- |
| 1    | Georg Totschnig | Bouygues Tél. | 5h43'43" |
| SQ   | Lance Armstrong | Discovery Ch. | a 56"    |
| 3    | Ivan Basso      | Team CSC      | a 58"    |

| Pos. | Corridore         | Squadra       | Tempo     |
| ---- | ----------------- | ------------- | --------- |
| SQ   | Lance Armstrong   | Discovery Ch. | 55h58'17" |
| 2    | Michael Rasmussen | Rabobank      | a 1'41"   |
| 3    | Ivan Basso        | Team CSC      | a 2'46"   |

### 15ª tappa
- 17 luglio: Lézat-sur-Lèze > Saint-Lary-Soulan – 205,5 km

Risultati
| Pos. | Corridore         | Squadra         | Tempo    |
| ---- | ----------------- | --------------- | -------- |
| 1    | George Hincapie   | Discovery Ch.   | 6h06'38" |
| 2    | Óscar Pereiro     | Phonak          | a 6"     |
| 3    | Pietro Caucchioli | Crédit Agricole | a 38"    |

| Pos. | Corridore         | Squadra       | Tempo     |
| ---- | ----------------- | ------------- | --------- |
| SQ   | Lance Armstrong   | Discovery Ch. | 62h09'59" |
| 2    | Ivan Basso        | Team CSC      | a 2'46"   |
| 3    | Michael Rasmussen | Rabobank      | a 3'09"   |

### 16ª tappa
- 19 luglio: Mourenx > Pau – 180,5 km

Risultati
| Pos. | Corridore      | Squadra        | Tempo    |
| ---- | -------------- | -------------- | -------- |
| 1    | Óscar Pereiro  | Phonak         | 4h38'40" |
| 2    | Xabier Zandio  | Illes Balears  | s.t.     |
| 3    | Eddy Mazzoleni | Lampre-Caffita | s.t.     |

| Pos. | Corridore         | Squadra       | Tempo     |
| ---- | ----------------- | ------------- | --------- |
| SQ   | Lance Armstrong   | Discovery Ch. | 66h52'03" |
| 2    | Ivan Basso        | Team CSC      | a 2'46"   |
| 3    | Michael Rasmussen | Rabobank      | a 3'09"   |

### 17ª tappa
- 20 luglio: Pau > Revel – 239,5 km

Risultati
| Pos. | Corridore         | Squadra       | Tempo    |
| ---- | ----------------- | ------------- | -------- |
| 1    | Paolo Savoldelli  | Discovery Ch. | 5h41'19" |
| 2    | Kurt Asle Arvesen | Team CSC      | s.t.     |
| 3    | Simon Gerrans     | AG2R Prév.    | a 8"     |

| Pos. | Corridore         | Squadra      | Tempo     |
| ---- | ----------------- | ------------ | --------- |
| SQ   | Lance Armstrong   | Discovery Ch | 72h55'50" |
| 2    | Ivan Basso        | Team CSC     | a 2'46"   |
| 3    | Michael Rasmussen | Rabobank     | a 3'09"   |

### 18ª tappa
- 21 luglio: Albi > Mende – 189 km

Risultati
| Pos. | Corridore      | Squadra      | Tempo    |
| ---- | -------------- | ------------ | -------- |
| 1    | Marcos Serrano | Liberty Seg. | 4h37'36" |
| 2    | Cédric Vasseur | Cofidis      | a 27"    |
| 3    | Axel Merckx    | Davitamon    | s.t.     |

| Pos. | Corridore         | Squadra      | Tempo     |
| ---- | ----------------- | ------------ | --------- |
| SQ   | Lance Armstrong   | Discovery Ch | 77h44'44" |
| 2    | Ivan Basso        | Team CSC     | a 2'46"   |
| 3    | Michael Rasmussen | Rabobank     | a 3'46"   |

### 19ª tappa
- 22 luglio: Issoire > Le Puy-en-Velay – 153,5 km

Risultati
| Pos. | Corridore         | Squadra       | Tempo    |
| ---- | ----------------- | ------------- | -------- |
| 1    | Giuseppe Guerini  | T-Mobile Team | 3h33'04" |
| 2    | Sandy Casar       | F. des Jeux   | a 10"    |
| 3    | Franco Pellizotti | Liquigas      | s.t.     |

| Pos. | Corridore         | Squadra       | Tempo     |
| ---- | ----------------- | ------------- | --------- |
| SQ   | Lance Armstrong   | Discovery Ch. | 81h22'19" |
| 2    | Ivan Basso        | Team CSC      | a 2'46"   |
| 3    | Michael Rasmussen | Rabobank      | a 3'46"   |

### 20ª tappa
- 23 luglio: Saint-Étienne > Saint-Étienne – Cronometro individuale – 55,5 km

Risultati
| Pos. | Corridore           | Squadra       | Tempo    |
| ---- | ------------------- | ------------- | -------- |
| SQ   | Lance Armstrong     | Discovery Ch. | 1h11'46" |
| SQ   | Jan Ullrich         | T-Mobile Team | a 23"    |
| 3    | Aleksandr Vinokurov | T-Mobile Team | a 1'16"  |

| Pos. | Corridore       | Squadra       | Tempo     |
| ---- | --------------- | ------------- | --------- |
| SQ   | Lance Armstrong | Discovery Ch. | 82h34'05" |
| 2    | Ivan Basso      | Team CSC      | a 4'40"   |
| SQ   | Jan Ullrich     | T-Mobile Team | a 6'21"   |

### 21ª tappa
- 24 luglio: Corbeil-Essonnes > Parigi – 144,5 km

Risultati
| Pos. | Corridore           | Squadra       | Tempo    |
| ---- | ------------------- | ------------- | -------- |
| 1    | Aleksandr Vinokurov | T-Mobile Team | 3h40'57" |
| 2    | Bradley McGee       | F. des Jeux   | s.t.     |
| 3    | Fabian Cancellara   | Fassa Bortolo | s.t.     |

| Pos. | Corridore       | Squadra       | Tempo     |
| ---- | --------------- | ------------- | --------- |
| SQ   | Lance Armstrong | Discovery Ch. | 86h15'02" |
| 2    | Ivan Basso      | Team CSC      | a 4'40"   |
| SQ   | Jan Ullrich     | T-Mobile Team | a 6'21"   |

## Evoluzione delle classifiche
| Tappa              | Vincitore           | Classifica generale Maglia gialla | Classifica a punti Maglia verde | Classifica scalatori Maglia a pois | Classifica giovani Maglia bianca | Classifica a squadre Numero giallo |
| ------------------ | ------------------- | --------------------------------- | ------------------------------- | ---------------------------------- | -------------------------------- | ---------------------------------- |
| 1ª                 | David Zabriskie     | David Zabriskie                   | David Zabriskie                 | non assegnata                      | Fabian Cancellara                | Team CSC                           |
| 2ª                 | Tom Boonen          | David Zabriskie                   | Tom Boonen                      | Thomas Voeckler                    | Fabian Cancellara                | Team CSC                           |
| 3ª                 | Tom Boonen          | David Zabriskie                   | Tom Boonen                      | Erik Dekker                        | Jaroslav Popovyč                 | Team CSC                           |
| 4ª                 | Discovery Channel   | Lance Armstrong                   | Tom Boonen                      | Erik Dekker                        | Jaroslav Popovyč                 | Team CSC                           |
| 5ª                 | Robbie McEwen       | Lance Armstrong                   | Tom Boonen                      | Erik Dekker                        | Jaroslav Popovyč                 | Team CSC                           |
| 6ª                 | Lorenzo Bernucci    | Lance Armstrong                   | Tom Boonen                      | Karsten Kroon                      | Jaroslav Popovyč                 | Team CSC                           |
| 7ª                 | Robbie McEwen       | Lance Armstrong                   | Tom Boonen                      | Fabian Wegmann                     | Jaroslav Popovyč                 | Team CSC                           |
| 8ª                 | Pieter Weening      | Lance Armstrong                   | Tom Boonen                      | Michael Rasmussen                  | Vladimir Karpets                 | Team CSC                           |
| 9ª                 | Michael Rasmussen   | Jens Voigt                        | Tom Boonen                      | Michael Rasmussen                  | Vladimir Karpets                 | Team CSC                           |
| 10ª                | Alejandro Valverde  | Lance Armstrong                   | Tom Boonen                      | Michael Rasmussen                  | Alejandro Valverde               | Team CSC                           |
| 11ª                | Aleksandr Vinokurov | Lance Armstrong                   | Tom Boonen                      | Michael Rasmussen                  | Alejandro Valverde               | Team CSC                           |
| 12ª                | David Moncoutié     | Lance Armstrong                   | Thor Hushovd                    | Michael Rasmussen                  | Alejandro Valverde               | Team CSC                           |
| 13ª                | Robbie McEwen       | Lance Armstrong                   | Thor Hushovd                    | Michael Rasmussen                  | Jaroslav Popovyč                 | Team CSC                           |
| 14ª                | Georg Totschnig     | Lance Armstrong                   | Thor Hushovd                    | Michael Rasmussen                  | Jaroslav Popovyč                 | T-Mobile Team                      |
| 15ª                | George Hincapie     | Lance Armstrong                   | Thor Hushovd                    | Michael Rasmussen                  | Jaroslav Popovyč                 | T-Mobile Team                      |
| 16ª                | Óscar Pereiro       | Lance Armstrong                   | Thor Hushovd                    | Michael Rasmussen                  | Jaroslav Popovyč                 | T-Mobile Team                      |
| 17ª                | Paolo Savoldelli    | Lance Armstrong                   | Thor Hushovd                    | Michael Rasmussen                  | Jaroslav Popovyč                 | Discovery Channel                  |
| 18ª                | Marcos Serrano      | Lance Armstrong                   | Thor Hushovd                    | Michael Rasmussen                  | Jaroslav Popovyč                 | T-Mobile Team                      |
| 19ª                | Giuseppe Guerini    | Lance Armstrong                   | Thor Hushovd                    | Michael Rasmussen                  | Jaroslav Popovyč                 | T-Mobile Team                      |
| 20ª                | Lance Armstrong     | Lance Armstrong                   | Thor Hushovd                    | Michael Rasmussen                  | Jaroslav Popovyč                 | T-Mobile Team                      |
| 21ª                | Aleksandr Vinokurov | Lance Armstrong                   | Thor Hushovd                    | Michael Rasmussen                  | Jaroslav Popovyč                 | T-Mobile Team                      |
| Classifiche finali | Classifiche finali  | Lance Armstrong                   | Thor Hushovd                    | Michael Rasmussen                  | Jaroslav Popovyč                 | T-Mobile Team                      |

## Classifiche finali

### Classifica generale
| Pos. | Corridore           | Squadra       | Tempo     |
| ---- | ------------------- | ------------- | --------- |
| SQ   | Lance Armstrong     | Discovery Ch. | 86h15'02" |
| 2    | Ivan Basso          | Team CSC      | a 4'40"   |
| SQ   | Jan Ullrich         | T-Mobile      | a 6'21"   |
| 4    | Francisco Mancebo   | Illes Balears | a 9'59"   |
| 5    | Aleksandr Vinokurov | T-Mobile      | a 11'01"  |
| SQ   | Levi Leipheimer     | Gerolsteiner  | a 11'21"  |
| 7    | Michael Rasmussen   | Rabobank      | a 11'33"  |
| 8    | Cadel Evans         | Davitamon     | a 11'55"  |
| 9    | Floyd Landis        | Phonak        | a 12'44"  |
| 10   | Óscar Pereiro       | Phonak        | a 16'04"  |

### Classifica a punti - Maglia verde
| Pos. | Corridore           | Squadra         | Punti |
| ---- | ------------------- | --------------- | ----- |
| 1    | Thor Hushovd        | Crédit Agricole | 194   |
| 2    | Stuart O'Grady      | Cofidis         | 182   |
| 3    | Robbie McEwen       | Davitamon       | 178   |
| 4    | Aleksandr Vinokurov | T-Mobile        | 158   |
| 5    | Allan Davis         | Liberty Seguros | 130   |

### Classifica scalatori - Maglia a pois
| Pos. | Corridore         | Squadra         | Punti |
| ---- | ----------------- | --------------- | ----- |
| 1    | Michael Rasmussen | Rabobank        | 185   |
| 2    | Óscar Pereiro     | Phonak          | 155   |
| SQ   | Lance Armstrong   | Discovery Ch.   | 99    |
| 4    | Christophe Moreau | Crédit Agricole | 93    |
| 5    | Michael Boogerd   | Rabobank        | 90    |

### Classifica giovani - Maglia bianca
| Pos. | Corridore        | Squadra         | Tempo      |
| ---- | ---------------- | --------------- | ---------- |
| 1    | Jaroslav Popovyč | Discovery Ch.   | 86h34'04"  |
| 2    | Andrej Kašečkin  | Crédit Agricole | a 9'02"    |
| 3    | Alberto Contador | Liberty Seguros | a 44'23"   |
| 4    | Maksim Iglinskij | Domina Vacanze  | a 59'42"   |
| 5    | Jérôme Pineau    | Bouygues Tél.   | a 1h12'36" |

### Classifica a squadre - Numero giallo
| Pos. | Squadra                        | Tempo      |
| ---- | ------------------------------ | ---------- |
| 1    | T-Mobile Team                  | 256h10'29" |
| 2    | Discovery Channel              | a 14'57"   |
| 3    | Team CSC                       | a 25'15"   |
| 4    | Crédit Agricole                | a 55'24"   |
| 5    | Illes Balears-Caisse d'Epargne | a 1h06'09" |

## Punteggi UCI
| Pos. | Corridore           | Squadra         | Punti |
| ---- | ------------------- | --------------- | ----- |
| SQ   | Lance Armstrong     | Discovery Ch.   | 109   |
| 2    | Ivan Basso          | Team CSC        | 76    |
| SQ   | Jan Ullrich         | T-Mobile Team   | 62    |
| 4    | Aleksandr Vinokurov | T-Mobile Team   | 60    |
| 5    | Francisco Mancebo   | Illes Balears   | 55    |
| SQ   | Levi Leipheimer     | Gerolsteiner    | 45    |
| 7    | Michael Rasmussen   | Rabobank        | 44    |
| 8    | Cadel Evans         | Davitamon       | 35    |
| 9    | Floyd Landis        | Phonak          | 30    |
| 10   | Óscar Pereiro       | Phonak          | 30    |
| 11   | Christophe Moreau   | Crédit Agricole | 23    |
| 12   | Jaroslav Popovyč    | Discovery Ch.   | 15    |
| 13   | Eddy Mazzoleni      | Lampre-Caffita  | 13    |
| 14   | George Hincapie     | Discovery Ch.   | 12    |
| 15   | Robbie McEwen       | Davitamon       | 10    |
| 16   | Tom Boonen          | Quick Step      | 8     |
| 17   | Haimar Zubeldia     | Euskaltel       | 7     |
| 18   | Jörg Jaksche        | Liberty Seg.    | 5     |
| 19   | Sandy Casar         | F. des Jeux     | 4     |
| 20   | Bobby Julich        | Team CSC        | 4     |
| 21   | Giuseppe Guerini    | T-Mobile Team   | 4     |
| 22   | Alejandro Valverde  | Illes Balears   | 4     |
| 23   | Óscar Sevilla       | T-Mobile Team   | 3     |
| 24   | David Zabriskie     | Team CSC        | 3     |
| 25   | Lorenzo Bernucci    | Fassa Bortolo   | 3     |
| 26   | Thor Hushovd        | Crédit Agricole | 3     |
| 27   | Stuart O'Grady      | Cofidis         | 3     |
| 28   | Pieter Weening      | Rabobank        | 3     |
| 29   | David Moncoutié     | Cofidis         | 3     |
| 30   | Georg Totschnig     | Gerolsteiner    | 3     |
| 31   | Paolo Savoldelli    | Discovery Ch.   | 3     |
| 32   | Marcos Serrano      | Liberty Seg.    | 3     |
| 33   | Andrej Kašečkin     | Crédit Agricole | 2     |
| 34   | Xabier Zandio       | Illes Balears   | 2     |
| 35   | Bradley McGee       | F. des Jeux     | 2     |
| 36   | Magnus Bäckstedt    | Liquigas        | 2     |
| 37   | Peter Wrolich       | Gerolsteiner    | 2     |
| 38   | Santiago Botero     | Phonak          | 2     |
| 39   | Andreas Klöden      | T-Mobile Team   | 2     |
| 40   | Kurt Asle Arvesen   | Team CSC        | 2     |
| 41   | Cédric Vasseur      | Cofidis         | 2     |
| 42   | Fabian Cancellara   | Fassa Bortolo   | 1     |
| 43   | Pietro Caucchioli   | Crédit Agricole | 1     |
| 44   | Bernhard Eisel      | F. des Jeux     | 1     |
| 45   | Robert Förster      | Gerolsteiner    | 1     |
| 46   | Fred Rodriguez      | Davitamon       | 1     |
| 47   | Franco Pellizotti   | Liquigas        | 1     |
| 48   | Jens Voigt          | Team CSC        | 1     |
| 49   | Ángel Vicioso       | Liberty Seg.    | 1     |
| 50   | Axel Merckx         | Davitamon       | 1     |

| Pos. | Squadra                          | Punti |
| ---- | -------------------------------- | ----- |
| 1    | T-Mobile Team                    | 20    |
| 2    | Discovery Channel                | 19    |
| 3    | Team CSC                         | 18    |
| 4    | Crédit Agricole                  | 17    |
| 5    | Illes Balears-Caisse d'Epargne   | 16    |
| 6    | Phonak Hearing Systems           | 15    |
| 7    | Liberty Seguros-Würth Team       | 14    |
| 8    | Rabobank                         | 13    |
| 9    | Saunier Duval-Prodir             | 12    |
| 10   | Gerolsteiner                     | 10    |
| 11   | Bouygues Télécom                 | 9     |
| 12   | Française des Jeux               | 8     |
| 13   | Davitamon-Lotto                  | 7     |
| 14   | Euskaltel-Euskadi                | 6     |
| 15   | Domina Vacanze                   | 5     |
| 16   | Lampre-Caffita                   | 4     |
| 17   | Liquigas-Bianchi                 | 3     |
| 18   | Cofidis, le Crédit par Téléphone | 2     |
| 19   | Fassa Bortolo                    | 1     |